# Thespis
Thespis; or, The Gods Grown Old (títol original en anglès, en català Thespis; o, els déus que s'han fet vells) és una obra dramàtico-musical en dos actes composta per Arthur Sullivan sobre un llibret en anglès de W. S. Gilbert. Es va estrenar el 26 de desembre de 1871 al Gaiety Theatre de la Ciutat de Westminster (Londres).